# Крамер-Бехар, Анна
Анна Крамер-Бехар (урождённая Анна Соломон Крамер; 15 августа 1899, Городенка, Королевство Галиция и Лодомерия, Австро-Венгрия, ныне Ивано-Франковская область, Украина — 25 сентября 1976, София) — болгарская художница-график родом из польских евреев.
С началом Первой мировой войны вместе с семьёй переселилась в Вену, подальше от боевых действий. Училась изобразительному искусству в Венской женской академии у Кристиана Людвига Мартина. В 1924 г. вышла замуж за болгарского врача еврейского происхождения Марселя Бехара и переехала с ним в болгарский город Пазарджик. Там в 1931 году родилась их дочь, будущая пианистка Эми Бехар, там же в 1937 году состоялась первая персональная выставка Анны Крамер-Бехар, при открытии которой её представляла публике Елисавета Консулова-Вазова. С 1938 года жила и работала в Софии, в 1950—1953 гг. в Париже, затем вновь в Софии.
Крамер-Бехар стала первой болгарской женщиной-графиком. Её наследие составляет около 300 гравюр и столько же рисунков, среди них городские виды, жанровые сцены, многочисленные портреты (особенно музыкантов: Леонида Когана, Давида Ойстраха, Бориса Гмыри, Любомира Пипкова и других). Много работала в жанре экслибриса.